# 세미놀 전쟁
세미놀 전쟁(Seminole Wars) 또는 플로리다 전쟁(Florida Wars)으로 알려져 있으며, 세미놀로 총칭되는 인디언 부족과 미국과 플로리다 간의 세 차례에 걸친 분쟁이다. 《제1차 세미놀 전쟁》은 1817년 -1818년, 《제2차 세미놀 전쟁》은 1835년 -1842년, 《제3차 세미놀 전쟁》은 1855년 -1858년에 충돌했다. 보통 《세미놀 전쟁》(The Seminole War)이라고 하면, 《제2차 세미놀 전쟁》을 가리키는 말로 미국 독립 전쟁에서 베트남 전쟁까지 미국이 개입했던 전쟁 중 가장 오랫동안 계속된 전쟁이었다. 인디언들은 이것을 "인디언의 베트남 전쟁"이라고 불렀다.

## 배경
인디언은 유럽인이 가져온 전염병에 대한 면역력이 거의 없었고, 스페인군이 플로리다 북부의 인디언 반란을 진압함으로써 이 지역에 유럽인이 자리를 잡게 된다. 이것은 결국 플로리다 인디언의 인구의 감소를 가져오게 된다. 캐롤라이나 방위군과 인디언 동맹이 플로리다반도 전역에서 여러 번 충돌하게 되고, 18세기 초까지 남아 인디언의 대부분을 사살되거나, 포로로 잡히게 된다. 1763년에 스페인이 플로리다를 영국에 할양하면서, 스페인군은 겨우 살아남은 플로리다 인디언을 쿠바로 이주시키게 된다.
미국 남동부의 다양한 지파가 신천지 플로리다로 이주를 시작했다. 1715년 야마시 족이 스페인의 동맹으로 영국 식민지군과의 분쟁 이후 플로리다로 이동했다. 크릭 족의 일부인 로워 크릭족이 플로리다로 이동을 시작했고, 곧이어 어퍼 크릭족이 그 뒤를 이었다. 히치티어를 구사하던 집단의 갈래 부족인 미카즈키 족은 현재 탤러해시에 가까운 미카즈키 호수 주변에 정착했다. 이 일족은 오늘까지 미카즈키 족으로 자신들의 정체성을 유지하고 있다. 카우 키퍼가 이끄는 히치티 어를 사용하는 다른 집단은 스페인이 17세기에 목장을 경영한 땅이었던 현재 아라추아 카운티에 정착했다. 가장 유명한 목장 중 하나가 라추아였기 때문에, 이 지역은 "아라추아 대평원"으로 알려지게 되었다. 세인트 오거스틴에 있는 스페인인들이 아라츄아의 크릭 족을 "야만"과 "노예"라는 뜻의 "시스템 마론"이라고 불렀지만, 이것은 세미놀 어원일 가능성이 높다. 이 시스템 마론이라는 이름은 곧 플로리다의 다른 부족도 가리키게되었지만, 각 부족은 여전히 개인적인 정체성을 유지하고 있었다. 세미놀 전쟁 당시 플로리다에 있던 다른 집단 중 칼루사 지역 출신 있다고 믿고 있었기 때문에 "스패니시 인디언"이라고 했던 유치 족 및 플로리다 해안 스페인인, 쿠바 인의 어장에서 살고 있었던 "랜초 인디언" 등이 있다.
또한 18세기 플로리다에는 도주 노예도 있었다. 스페인령 플로리다에 도착한 노예는 본질적으로 자유였다. 스페인 당국은 탈주 노예를 환영했고, 세인트 오거스틴에 인접한 포트 모세의 주민으로 살 수 있도록 허용했고, 도시 방위를 위해 그들을 민병대로 기용했다. 다른 탈주 노예는 노예로, 때로는 부족의 자유로운 일원으로 다양한 "세미놀" 갱이 되었다. 어떠한 경우에도 플로리다 인디언의 하의 노예들의 부담은 영국령 식민지의 그것보다는 훨씬 가벼웠다. 1858년 조슈아 리드 기딩스의 설명에 의하면, "그들은 자유민과 노예의 중간 처우를 받고 있었고, 이들 노예는 보통 자신의 가족과 함께 살고, 자신의 시간을 갖고, 소량의 옥수수와 야채를 주인에게 지불하며 충당하고 있었고, 이 클래스의 노예는 백인들이 가장 기피하는 것이었다 "라고 말했다.
스페인이 1763년 플로리다를 떠날 때, 포트 모세의 도주 노예의 대부분은 쿠바에 갔다가 여러 인디언 부족과 함께 머문 사람도 있었고, 남북 캐롤라이나 주와 조지아주의 노예들은 또한 플로리다로 계속 도망갔다. 플로리다에 머물다가 이후 세미놀에 참가한 흑인들은 부족 사회에 융합하여 언어를 습득하고, 부족의 의상을 입고 그들과 결혼을 했다. 이들을 블랙 세미놀로 불렀으며, 이들 중 일부는 부족의 중요한 리더가 되었다.

### 초기 분쟁
미국 독립 전쟁 동안 플로리다를 지배한 영국은 조지아주의 개척지 습격을 위해 세미놀을 징집했다. 전쟁의 혼란으로 플로리다에 탈주노예의 수는 증가해 있었다. 영국은 노예들에게 해방을 시켜 준다는 명분으로 미국과 싸우게 했다. 이러한 사건은 세미놀을 미국의 새로운 적으로 만들었다. 1783년 미국 독립 전쟁 종전 조약의 일부로 플로리다는 스페인에 반환되었다. 스페인은 플로리다를 제대로 장악하지 못했고, 세인트 오거스틴, 세인트 막스, 펜사콜라에 작은 요새만 두었을 뿐이었다. 따라서 플로리다와 미국의 경계는 통제되지 않았다. 따라서 미카수키스와 다른 세미놀 족들이 여전히 미국 국경지대의 타운을 점령하고 있었다. 미국의 공유지 정착자들이 스페인령 플로리다로 옮겨갔을 때, 미카즈키와 다른 세미놀 그룹이 여전히 국경 지대의 미국 측 도시를 점령하고 있었다.
1763년, 영국은 플로리다를 동플로리다와 서플로리다로 분할했고, 1783년에 스페인이 플로리다를 되찾을 때, 스페인은 그 분류를 그대로 유지시켰다. 서플로리다는 애팔래치콜라강에서 미시시피강까지 뻗어있었다. 루이지애나를 함께 소유함으로써 스페인의 지배력은 애팔래치아산맥에서 서쪽의 미국 서부를 흐르는 모든 강 하류에 이르렀다. 그리하여 미국이 미시시피 하구 지역을 이동과 무역을 못하도록 했다. 게다가 산맥 서쪽으로 확장하고자 하는 욕망으로 미국은 플로리다를 얻고 싶어 했다. 미국은 서쪽 강 지역과 자유로운 교역을 하기를 원했으며, 플로리다를 유럽에 의한 미국의 침략 기지로 사용되는 것을 막기 위해 미국은 플로리다를 얻고자 했다.
1803년 루이지애나를 매입으로 미시시피 강의 하구는 미국의 손에 넘어갔다. 그러나 앨라배마, 미시시피, 테네시, 그리고 조지아의 대부분은 멕시코만에 도달할 때까지 동플로리다, 서플로리다를 통과하는 강이 흘렀다. 미국은 매입한 루이지애나 땅이 퍼디도 강 서쪽의 서플로리다를 포함한다고 주장했고, 스페인은 서플로리다는 미시시피 강까지 뻗어있다고 주장했다.
1810년, 배턴 루즈의 거주자들은 새로운 정부를 수립하여 그 지역의 스페인 요새를 점거하고, 미국에 보호를 요청했다. 제임스 매디슨 대통령은 뉴올리언스 준주의 주지사 윌리엄 CC 클레이본에게 미시시피 강에서 훨씬 동쪽 퍼디도 강까지 서플로리다를 점령하라고 승인했지만, 클레이본은 펄 강(현재 루이지애나 동쪽 경계) 서쪽 지역을 점령하는데 그쳤다. 매디슨은 당시 플로리다를 협상하기 위해 조지 매슈스를 파견했다.
서플로리다의 나머지를 미국에서 인수한다는 의사가 서플로리다 주지사에 의해 거절되자, 매슈스는 배턴 루즈에서 일어난 것과 같이 반란을 사주하려고 동플로리다를 여행했다.
그러나 동플로리다 거주자들은 현재에 만족했기 때문에 대신 땅을 공짜로 나눠주기로 하고, 지원병 부대를 조지아에서 모집하였다. 1812년 3월 몇 척의 미 해군 함선의 원조를 받은 이 "페이트리어츠"는 페르난디나를 점령했다. 페르난디나의 점령은 원래 제임스 매디슨 대통령에 의해 승인된 것이지만, 그는 나중에 그것을 부인했다. 페이트리어츠는 세인트 오거스틴에 있는 카스티요 데 산 마르코스(Castillo de San Marcos)를 점령하지는 못했다. 점점 높아만 가는 긴장과 영국과 전쟁이 다가오자 미국은 동플로리다에 침입을 끝냈다. 1813년, 미군은 스페인에게서 앨라배마주 모빌을 성공적으로 탈환한다.
페이트리어츠가 플로리다에서 철수하기 전에 스페인과 동맹을 맺고 있었던 세미놀은 그들을 공격하기 시작했다. 이러한 공격은 세미놀이 적이라는 미국의 의식을 고착시켰다. 또한 전투를 벌이는 블랙 세미놀의 존재는 페이트리어츠 중 조지아 인들 사이에, 노예의 반란이라는 예전의 공포를 상기시켰다. 1812년 9월, 조지아 지원병 중대는 아라추아 대평원에 살고 있는 세미놀을 공격했지만, 그다지 타격을 주지 못했다. 1813년 초에 더 많은 군대가 동원되어 아라추아 대평원에 있는 세미놀 마을에서 그들을 몰아내고, 수천 마리의 소를 죽이고 추방하기도 했다.

## 제1차 세미놀 전쟁

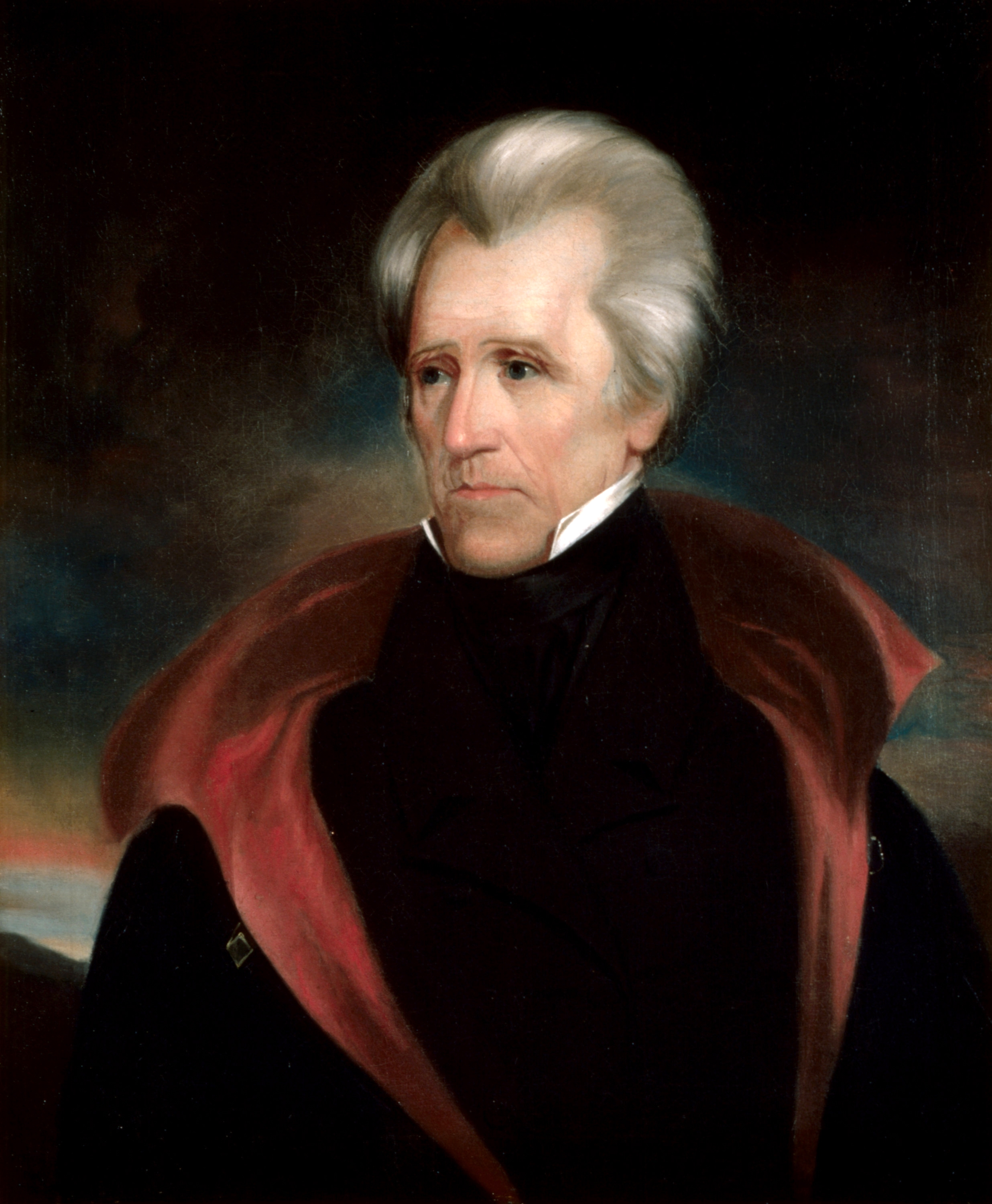
제1차 세미놀 전쟁 때 플로리다 침공을 이끈 앤드루 잭슨

제1차 세미놀 전쟁이 언제 시작되었는 지, 언제 끝났는 지는 확실하지 않다. 미국 육군 보병 박물관에서는 1814년부터 1819년까지 계속된다고 밝히고 있다. 미국 해군의 해군 역사 센터에서는 1816년부터 1818년로 표시하고 있다. 다른 육군 사이트에서는 1817년에서 1818년으로 표시하기도 하고, 마지막으로 제5 야전 포병과 제1대대는 전쟁이 1818년에 일어났다고 기술하고있다.

### 크릭 전쟁과 니그로 요새

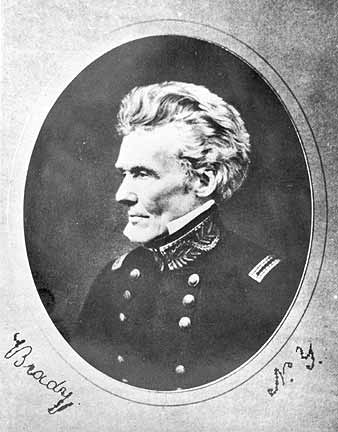
에드먼드 게인즈의 초상

플로리다 세미놀에 영향을 준 큰 사건은 1813년부터 1814년에 일어난 크릭 전쟁이었다. 1814년 앤드루 잭슨은 호스슈 벤드 전투에서 크리크 족의 레드 스틱스 일파(Red Sticks)에게 승기를 거둔 후 국민적 영웅이 되었다. 그의 승리 후, 잭슨은 크리크 족과 포트 잭슨 조약(Treaty of Fort Jackson)을 맺어 조지아 남부와, 앨라배마 중부 및 남부 크릭 족의 토지를 수탈했다. 그 결과 많은 크리크 족이 앨라배마와 조지아를 떠나 플로리다로 이동하였다.
미국과 영국은 1812년 6월 18일부터 전쟁(1812년 전쟁)상태였는 바, 1814년 영국은 서플로리다 펜서콜라와 다른 곳에 군대를 상륙시켜 인디언 동맹을 조직하기 시작했다. 1814년 5월 영국군은 애팔라치콜라 강 하구에 들어갔고, 세미놀 족, 크리크 족, 그리고 탈주 노예들에게 무기를 나눠주었다. 영국군은 상류로 이동하여 프로스펙트 블러프에 요새를 구축하기 시작했다. 잭슨 장군이 이끄는 미군은 모빌을 습격하려는 영국군과 인디언 동맹군을 격퇴시킨 후 펜사콜라에서 영국군을 몰아냈다. 그러나 프로스펙트 블러프 요새는 계속 운영을 했다.
1812년 전쟁이 끝났을 때 영국군은 해군의 에드워드 니콜스 소장을 제외하고 서플로리다를 떠났다. 그는 대포와 머스켓 및 탄약을 요새에 공급할 것을 지시하고, 헨트 조약으로 조지아와 앨라배마 크리크의 토지를 포함한 전쟁 동안에 잃어버린 인디언 땅의 반환을 보장하겠다고 말했다. 그러나 세미놀 족은 요새를 빙어하는데 관심이 없었고, 그들의 마을로 돌아왔다. 1815년 여름 니콜스 소장이 떠나기 전에, 그는 지역의 탈주 노예 요새를 점령하도록 권했다. 이 요새의 소문이 퍼져, 미국 남부의 백인들은 그곳을 "니그로 요새"라고 불렀고, 노예가 도망가거나, 반란을 일으킬 수 있는 위험한 요새로 판단하였다.
니그로 요새에 의해 미국 선원들이 학살을 당한, 《워터링홀 학살 사건》 이후 앤드루 잭슨은 니그로 요새를 없애기로 결정했지만, 그곳은 스페인령이었다. 1816년 4월, 잭슨은 서플로리다 총독에게 스페인이 그 요새를 없애지 않는다면 그가 직접 제거하겠다고 알렸다. 총독은 그에게 요새를 되찾을 방법이 없다고 응답했다. 잭슨은 요새를 공략하기 위해 에드먼드 게인즈(Edmund P. Gaines) 준장을 파견했다. 게인즈는 플로리다 경계의 바로 북쪽에 있는 플린트 강에 스콧 요새를 건설하도록 덩컨 라몬트 클린치(Duncan Lamont Clinch) 대령에게 지시했다. 그리고 게인즈는 뉴올리언스에서 애팔래치콜라 강을 통해 스콧 요새에 보급을 하겠다는 의사를 밝혔다. 이것은 스페인령인 니그로 요새를 지나간다는 것을 의미하고 있었다. 게인즈는 스콧 요새에 보급을 위해 애팔라치콜라를 사용하면, 미국이 세미놀과 니그로 요새를 감시할 수 있고, 또한 요새에서 보급선에 발포를 하면 미군이 요새를 공격할 수 있는 명분을 가질 수 있다고 잭슨에게 전했다.
1816년 7월 스콧 요새에 보급을 위한 보급선이 애팔래치콜라에 도달했다. 클린치는 100명 이상의 미군과 약 150명의 크리크 족의 군대를 이끌고 애팔래치콜라로 진군했다. 보급선은 니그로 요새에서 클린치를 만났으며, 보급선을 이끌고 있는 2척의 함선이 요새에서 강을 마주보고 세웠다. 요새의 흑인들은 미군과 크릭 동맹군을 향해 대포를 발사했다, 그러나 대포를 쏘는 훈련도, 경험도 없었다. 이어 미군이 반격했고, 함포에서 쏜 9번째의 포격은 요새의 화약고에 떨어졌다. 그 폭발은 펜사콜라에서 160km 이상 떨어진 곳에서도 들릴 정도로 엄청난 폭발음을 내며 요새를 파괴했다. 요새에 있던 약 320명 가운데 250명 이상은 즉사했고, 더 많은 사람이 부상으로 사망했다. 요새의 파괴 후에, 미국 육군은 플로리다에서 철수했지만, 미국에서 들어온 불법 입주자와 무법자들이 세미놀을 습격하여 인디언을 죽이고, 그들의 노예와 가축을 훔쳤다. 세미놀들 사이에는 미국 백인에 의해 자행된 살인과 절도에 대한 분노가 퍼졌으며, 그것은 식민지에서 가축을 훔치는 등의 보복으로 이어졌다. 1817년 2월 24일, 세미놀은 조지아주 캠든 카운티에 살고 있었던 가렛 여사와 그녀의 3살 아이들 그리고 생후 2개월의 아이를 살해한다.

### 파울 타운과 스콧 대학살
파울 타운은 스콧 요새에서 동쪽으로 약 24km 떨어진 곳에 자리를 잡은 마을로 조지아주 남서부에 있는 미카즈키 부족 마을이었다. 파울 타운의 네아마스라 추장은 플린트 천 동쪽에서 토지의 일구고 있었으며, 그 지역에 대한 미카즈키의 주권을 주장하여 스콧 요새의 지휘관과 다툼을 벌이게 되었다. 조지아 남부 토지는 포트 잭슨 조약에 의해 크릭 족에 할양되어 있었지만, 조약에 구속되기 싫었기 때문에 미카즈키는 크릭이 미카즈키의 땅을 받을 권리가 없다고 생각했다. 1817년 11월 게인즈 장군은 네아마스라를 체포하기 위해 250명의 군인을 파병했다. 첫 번째 시도는 미카즈키에 의해 좌절되었지만, 다음날인 1817년 11월 22일, 미카즈키는 그들의 마을에서 쫓겨났다. 이 파울 타운에 대한 공격을 전쟁의 개시일로 말하는 역사가도 있다. 전 조지아 주지사이자 당시 크릭 인디언 대리인이었던 데이비드 브라이디 미첼(David Brydie Mitchell )은 의회의 보고서에서 파울 타운에 대한 공격이 제1차 세미놀 전쟁의 시작이었다고 증언했다.
일주일 후, 스콧 요새에 보급을 위해 R. W. 스콧 중위가 지휘하는 보급선이 애팔래치콜라 강에서 습격을 받았다. 40 ~ 50명에 이르는 군인이 배를 타고 있었고, 이들 중에는 20명의 병든 군인과 7명의 군인의 아내 그리고 아이들이 몇 포함되어 있었다. (세미놀 의해 살해된 4명의 아이들의 보고가 있지만, 그들은 학살의 초기 보고서에서는 언급되지 않았고, 또한 그 존재는 확인되고 있지 않았다.) 승무원들은 대부분은 인디언에 의해 살해당했다. 1명의 여성이 포로가 되었고, 6명의 생존자만 요새에 도착할 수 있었다.
게인즈 장군은 플로리다를 침범하지 않도록 명령을 받고 있었지만, 이후 플로리다를 잠깐 침입하는 것은 허용되도록 수정되었다. 애팔래치콜라의 스콧 학살 소식을 워싱턴 DC에서 접하자, 게인즈는 스페인 시설을 공격하지 않고, 플로리다에 침공하여 인디언들을 추적하도록 명령받았다. 그러나 게인즈는 페르난디나를 점령한 해적을 물리치기 위해 동플로리다로 떠났다. 존 칼하운 육군 장관은 플로리다의 침입을 유도하도록 앤드루 잭슨에게 주문했다.

### 잭슨의 플로리다 침공
1818년 3월, 잭슨은 스콧 요새에 군대를 집결시켰다. 이 군대는 800명의 미연방 정규군, 1,000명의 테네시 지원병, 1,000명의 조지아 민병대 및 대략 1,400명의 호의적인 로워 크릭 전사가 있었다. 3월 13일, 잭슨의 군대는 애팔래치콜라 강을 따라 하류로 진군하여 플로리다에 들어갔다. 니그로 요새 근처에 도착해 잭슨은 군인들에게 가즈덴 요새를 새로 건설하게 했다. 육군은 다음날 미카즈키 호수 주변 미카즈키 마을로 출발했다. 3월 31일 탤러해시 인디언 마을을 불태우고, 그 다음날, 미카즈키 시를 점령했다. 300명 이상의 인디언 가정이 파괴되었다. 이후 4월 6일 잭슨은 남쪽의 세인트 막스에 도착했다.

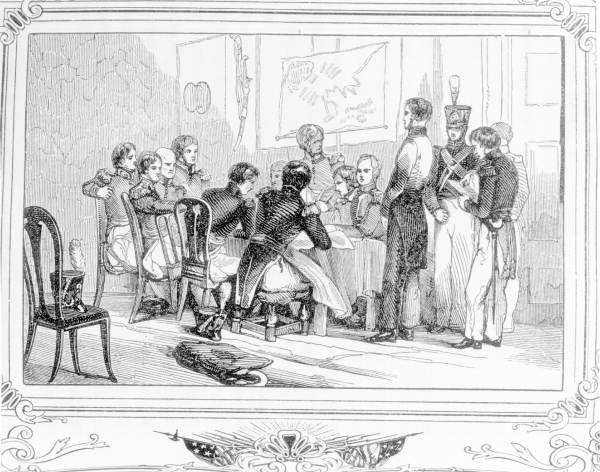
제1차 세미놀 전쟁 때, 아버스놋과 암브리스터 사건 재판

세인트 막스에서 잭슨은 스페인 요새를 점령했다. 그래서 그는 바하마에서 근무하는 스코틀랜드 무역업자인 알렉산더 조지 암브리스터를 찾아냈다. 그는 플로리다의 인디언과 교역을 하면서 인도를 대표하여 영국과 미국 당국에 보낸 자필 편지를 가지고 있었다. 그가 인디언에게 총기를 판매하고 있었기 때문에, 그가 인디언을 위해 전쟁을 준비하도록 도와주고 있다는 소문이 났다. 인디언의 주요 교역 품목은 사슴 가죽으로 인디언이 사슴을 사냥하기 위해 총이 필요했기 때문에, 총을 판매하고 있었다. 두 명의 인디언 지도자인 조시아 프랜시스(레드 스틱 크리크)와 예지자로 알려진 호매스레미코는 영국 국기를 달고 세인트 막스에 정박하고 있던 미국 배를 향해 갔다가 체포되었다. 잭슨은 세인트 막스에 도착하자마자, 두 명의 인디언은 해안으로 연행되어 교수형을 당했다.
잭슨은 스와니 강을 따라 마을을 공격하기 위해 세인트 막스를 떠났다. 그곳은 주로 도망 노예들이 점령하고 있는 곳이었다. 4월 12일, 육군은 에콘피나 강을 따라 레드 스틱 마을을 찾아냈다. 약 40명의 전사를 죽이고, 약 100명의 여성과 아이들을 사로잡았다. 그 마을에서 그 전년도 11월 애팔래치콜라 강에서 보급선을 공격 때 잡힌 엘리자베스 스튜어트를 찾아냈다. 행군로를 따라 블랙 세미놀에 기습을 받기도 했지만, 군대는 스와니 마을이 텅비어 있다는 것을 알게 되었다. 이 때, 영국 해병대에서 자칭 영국 대리인으로 있었던 로버트 암브리스터가 잭슨 군대에 잡혔다. 세미놀과 흑인의 주요 마을을 파괴했기 때문에, 잭슨은 승리를 선언하고 그루지야 민병대와 로워 크릭들을 집으로 돌려보냈다. 남은 군대는 세인트 막스로 돌아왔다.
세인트 막스에서 잭슨은 군사 법정을 열고 세미놀을 지원하고, 전쟁을 선동하며 미국에게 적대한 죄로 암브리스터와 아버스놋을 고발했다. 암브리스터는 죄를 인정했지만, 아버스놋은 합법적인 거래를 했을 뿐이었다고 결백을 주장했다. 법원은 두 사람에게 사형을 선고했지만, 이후 완화되어 암브리스터는 50대의 재찍형과 1년의 중노동으로 선고되었다. 하지만 잭슨은 암브리스터에게 사형을 부활시켜 1818년 4월 29일 총살시켰다. 아버스놋은 그의 배 활대 끝에서 교수형을 당했다.
잭슨은 세인트 막스에 있는 요새를 떠나 가즈덴 요새로 돌아왔다. 잭슨은 처음으로 모두가 평화로우며, 자신은 테네시의 내시빌로 돌아갈 예정이라고 보고 했다. 이후 그는 인디언이 모여들고 있고, 스페인에게서 보급을 받고 있다는 보고를 했고, 5월 7일 1,000명의 병사와 함께 가즈덴 요새를 떠나 펜사콜라로 향했다. 서플로리다 총독은 펜사콜라 인디언의 대부분이 여성과 어린이, 비무장 남성이었지만, 잭슨은 멈추지 않았다고 항의했다. 잭슨이 5월 23일 펜사콜라에 도착했을 때, 총독과 175명의 스페인 수비대는 펜사콜라 시를 잭슨에게 넘기고 바란카스 요새로 퇴각했다. 양측은 이틀동안 포격을 주고 받았고, 스페인군은 5월 28일 바란카스 요새를 넘겨주었다. 잭슨은 서플로리다에 군정 지사인 윌리엄 킹 대령을 남겨두고 귀환했다.

### 결과
잭슨의 작전은 국제적인 반향을 가져 왔다. 국무 장관인 존 퀸시 애덤스는 플로리다 인수를 위해 스페인과 협상에 들어갔다. 스페인은 미국의 서플로리다의 침입과 점거에 이의를 제기하고 협상을 중단시켰다. 스페인은 미국에 보복하거나, 무리를 해서 서플로리다를 되찾을 방법이 없었다. 따라서 애덤스는 스페인에 항의를 하게 내버려 두고, 이어서 영국, 스페인, 인디언과의 전쟁을 비난한 72개의 관련 서류 함께 공식 문서를 발표했다. 그 문서에서 그는 서플로리다를 점거한 사건도 사과를 했으며, 스페인 영토 점령이 미국의 공식적인 정책이 아니었다고 밝히고, 세인트 막스과 펜사콜라를 스페인에게 반환하고자 했다. 스페인은 이 사과를 받아들이고 결국 플로리다 인수를 위한 협상을 재개했다.
영국은 미국 영토에 침입하지도 않았던 두 명의 처형에 대해 이의를 제기했다. 가혹한 보복과 배상금이 영국에서 이슈화되었다. 미국은 영국과 새로운 교전을 우려했다. 결국 영국은 미국이 그들의 경제에 얼마나 중요한 지를 알았기 때문에 좋은 관계를 유지할 것을 선택했다.
미국 내에서도 반향이 있었다. 국회는 암브리스터와 아버스놋 군사 재판이 낳은 규정 외의 결과에 대한 공청회를 열었다. 대부분의 미국인이 잭슨을 지지했지만, 어떤 사람은 잭슨이 "말을 탄 남자"(나폴레옹)가 될지도 모른다고 걱정했다. 1818년 12월에 의회가 다시 소집되었을 때, 잭슨의 행동에 대한 비난안이 결의되었다. 잭슨의 인기로 인해 결의안은 부결되었다. 암브리스터와 아버스놋의 처형이 잭슨이 대통령이 되는 것을 막기에는 불충분했다고 해도, 원칙을 지키지 않은 사실로 인해 그의 명성에 죽을 때까지 오점으로 남았다.

## 제1차 전쟁 이후
1821년, 스페인은 플로리다를 미국에 매각했다. 플로리다에 실효적인 정부를 세우는 일은 드디게 진행되었다. 앤드루 잭슨 장군은 1821년 3월 플로리다의 군정 주지사로 임명되었지만, 1821년 7월이 되어서야 펜사콜라에 도착했다. 그는 플로리다에서 3개월만 보낸 후 1821년 9월 직책을 그만두고 10월 집으로 돌아갔다. 그의 후임으로 온 윌리엄 P. 두발은 1822년 4월까지 임명되지 않았고, 그는 1822년 말에 켄터키의 자택에 도착하여 물러났다. 플로리다의 영토에 다른 공직도 비슷하게 거절되거나 부재 상태가 이어졌다.
세미놀은 여전히 새 정부에도 문제로 남아있었다. 1822년 초, 플로리다 영토에 파견된 임시 장관이자 세미놀에 대한 대리인이었던 존 R 벨 대위는 플로리다에 있는 수많은 인디언에 대한 추정치를 준비하였다. 그는 약 22,000명의 인디언과 그들이 소유한 5,000명의 노예를 소유하고 있다고 보고했다. 그는 그들 중 2/3가 크릭 전쟁에서 피난민이라고 추측했고, (그들의 관점에서는) 플로리다에 대한 유효한 요구권이 없다고 추정했다. 인디언 정착촌은 애팔래치콜라 강과 스와니 강을 따라 주변의 지역에 위치하고 있었고, 거기에서 남동쪽 방면에는 아라추아 대평원이 있으며, 남서 방향은 탬파베이의 북쪽에 약간 걸쳐 있었다.
플로리다의 관리들은 세미놀 족들과 닥쳐올 상황에 대한 우려를 했다. 보호구역의 설정을 담은 조약이 체결되기 전까지 인디언은 작물을 심을 곳을 확정짓기 못했기 때문에 추수를 기대할 수 있는 작물을 심을 수 없었고, 미국이 점령한 땅에 이주해 올 불법 백인 입주민들과 경쟁해야 했다. 교역을 허용하는 제도가 전혀 없었고, 무면허 상인들이 세미놀에 주류를 공급하고 있었다. 이렇게 많은 문제가 있었음에도 불구하고, 플로리다 관리들의 지위는 임시직이거나 잦은 보직 변경이 있었기 때문에 세미놀과 대화는 취소되거나, 연기되거나, 아니면 그냥 새로운 회담을 갖기 위해 시간과 장소를 정하기 위해서 진행되는 것이었다.

### 모울트리 크리크 협약

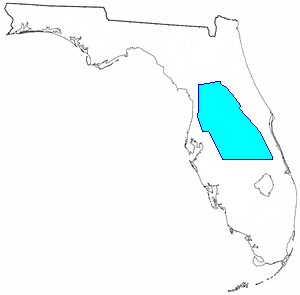
모울트리 크리크 협약으로 세미놀에게 제공된 플로리다 내륙의 부호구역

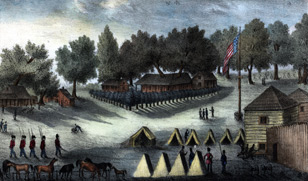
템파베이 브룩 요새의 병영과 텐트

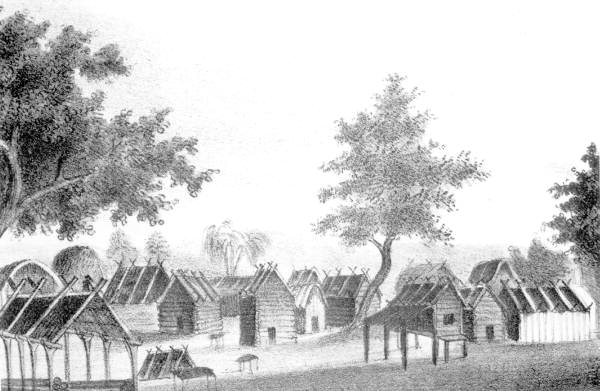
제2차 세미놀 전쟁 이전에 살았던 통나무 집을 보여주는 세미놀 마을의 광경

1823년 연방정부는 마침내 플로리다의 중앙에 보호구역을 만들어 세미놀을 정착시킬 것을 결정했다. 조약을 협상하기 위한 회의는 1823년 9월 초순에 세인트 오거스틴의 남쪽 모울트리 크리크로 예정되었다. 약 425명의 세미놀 대표들이 이 회의에 참석하여, 네아매슬라를 의장으로 선출했다.
그 자리에서 이루어진 협상된 조약에 따라 세미놀은 미국의 보호 하에 자신을 두고 약 400만에이커(16,000km2)에 달하는 보호구역에 대한 대가로 플로리다의 토지에 대한 모든 권리를 포기하였다. 보호구역은 플로리다반도 중앙에서 아래 부분이며, 현재의 오칼라의 북부에서 탬파베이의 남단 라인까지를 내려가는 것이었다. 쿠바와 바하마의 상인과 접촉을 막기 위해 경계는 두 해안에서 내륙부에 설치되었다. 그러나 네아매슬라와 다른 5명의 추장들은 애팔라치콜라 강을 따라 있는 마을을 소유할 수 있도록 허용하였다.
모울트리 크릭 협약에 따라, 평화를 지키고, 법을 준수하는 한 미국 정부가 세미놀을 보호하도록 하였다. 정부는 세미놀에 농기구, 가축 및 돼지를 분배하고, 보호구역으로 이동하기 위한 여비와 관련된 손실을 보상하여 세미놀이 새로운 작물을 심어 추수할 때까지 식량을 제공하기로 했다. 20년 동안 부족에 매년 $5,000 달러를 지불하고, 통역관, 학교 및 대장장이를 제공할 것도 약속했다. 그 대가로 세미놀은 보호구역 내에 도로를 내는 것을 허용해야 하며, 탈주 노예나 도망자를 체포하여 미국 사법 당국에 인도해야 했다.
협약의 집행은 지지부진 하였다. 정부가 진심으로 그들을 보호구역에 이전하기를 원한다는 것을 것을 세미놀 보여주기 위하여, 1824년 상반기 현재 탬파의 위치에 4개의 보병 중대가 주둔하는 ‘브룩 요새’가 설립되었다. 그러나 6월경 조약의 주요 발제자이자 실행자인 제임스 가즈덴은 세미놀이 조약에 대해 불만을 품고 재협상하고 싶어한다는 것을 보고했다. 새로운 전쟁의 공포가 대두되었다. 7월, 듀발 주지사는 민병대를 동원하여 탤러해시 족과 미카즈키 추장에게 세인트 막스에서 만나자고 요청했다. 그 회담에서 그는 세미놀에게 1824년 10월 1일까지 보호구역으로 이주할 것을 주문했다.
세미놀은 10월까지도 보호구역으로 출발하지 않았다. 듀발 지사는 세미놀을 이동시키기 위해 보상금을 지급하기 시작했다. 또한 그는 배분하기로 한 식량을 브룩 요새 보냈다. 간신히 세미놀은 보호구역으로 움직이기 시작했는데, 그들 중 일부는 1년 이내에 스와니와 애팔라치콜라 강 사이에 있는 원래 집으로 돌아왔다. 세미놀의 대부분은 1826년까지 보호구역으로 이동했지만, 순탄치만은 않았다. 밭을 새로 개간하고, 새로 재배하여야 했으며, 다 자란 작물은 가뭄에 시달렸다. 세미놀 중 일부는 아사했다고 보고되었다. 브룩 요새의 지휘관 조지 M. 브룩 대령과 듀발 주지사 양자는 워싱턴에 굶주린 세미놀을 지원하기 위해 도움을 요청하는 편지를 썼다. 그러나 그 요구는 세미놀이 미시시피 강 서쪽으로 이주해야 한다는 논쟁으로 즉각 수용되지 않았고, 그 결과 5개월 동안 세미놀에 구호물자는 하나도 제공되지 않았다.
백인과 일부 분쟁도 있었지만, 세미놀들은 천천히 보호구역에 정착했다. 현재 오칼라에 위치한 킹 요새가 보호구역 근처에 건설되었고, 1827년 상반기 경 육군은 세미놀이 보호구역에 정착하여 플로리다가 평화롭게 되었다고 보고할 수 있게 되었다. 이 평화는 5년간 유지되었다. 그동안 세미놀을 미시시피 강 서쪽으로 이주시켜야 한다는 요구가 반복되었다. 세미놀은 특히 크릭 동맹에 가입하는 것을 암시하는 그런 움직임에 반대했다. 대부분의 백인들은 세미놀을 단순히 최근 플로리다로 이주한 크리크 족이라고 여겼지만, 크릭 족과 관련이 있다는 것을 부정했다.
탈주 노예의 지위는 세미놀과 백인 사이에 뜨거운 감자였다. 세미놀과 노예주는 노예의 소유권에 대한 논쟁을 계속 했다. 플로리다의 개간된 새 농장은 탈출해 온 노예들의 인구를 증가시켰다. 인디언의 폭동과 노예들의 반란 가능성이 우려되었기 때문에, 듀발 지사는 추가로 연방 정부군을 플로리다에 파병해줄 것을 요청했다. 대신, 킹 요새는 1828년에 폐쇄되었다. 보호구역으로 와서 식량 부족 사태에 시달리면서 더 가난해진 세미놀은 식량을 찾아 계속 방랑을 하게 되었다. 1828년, 세미놀의 오랜 숙적인 앤드루 잭슨이 미국 대통령에 선출되었고, 1830년, 의회는 《인디언 이주법》을 통과시켰다. 그리하여 미국은 세미놀에 대한 모든 문제를 미시시피강 서쪽으로 이동시켜 해결하고자 했다.

### 패인즈 랜딩 협약
1832년 봄, 보호구역에 있던 세미놀은 오클라와하 강 위에서 페인즈 랜딩 회담을 개최하기 위해 소집되었다. 그곳에서 협상한 조약은 적당한 토지가 있을 경우 서부로 이동을 요구하는 협상이었다. 그 조약은 크릭의 보호구역에 정착하여, 크리크 족의 일부가 되기로 되어 있었다. 새로운 거류지를 심사할 7명의 추장으로 된 대표단은 1832년 10월까지 플로리다를 떠나지 않았다. 여러 달 동안 지역을 시찰하고, 거기서 이미 정착하고 있던 크릭 족과 협의 후, 7명의 추장은 1833년 3월 28일, 새 땅을 수용한다는 성명서에 서명했다. 그러나 플로리다에 돌아오자마자 그들이 서명하지 않았다고 입장을 뒤집거나 서명을 강요받았다고 주장하였다. 어쨌든 추장의 대부분은 성명을 포기했고, 보호구역에 살고 있었던 지파와 무리들의 의사를 결정할 수 있는 권력을 가지고 있지는 않았다. 그러나 애팔래치콜라 강 지역 마을은 쉽게 설득되어 1834년에 서부로 이주하였다.

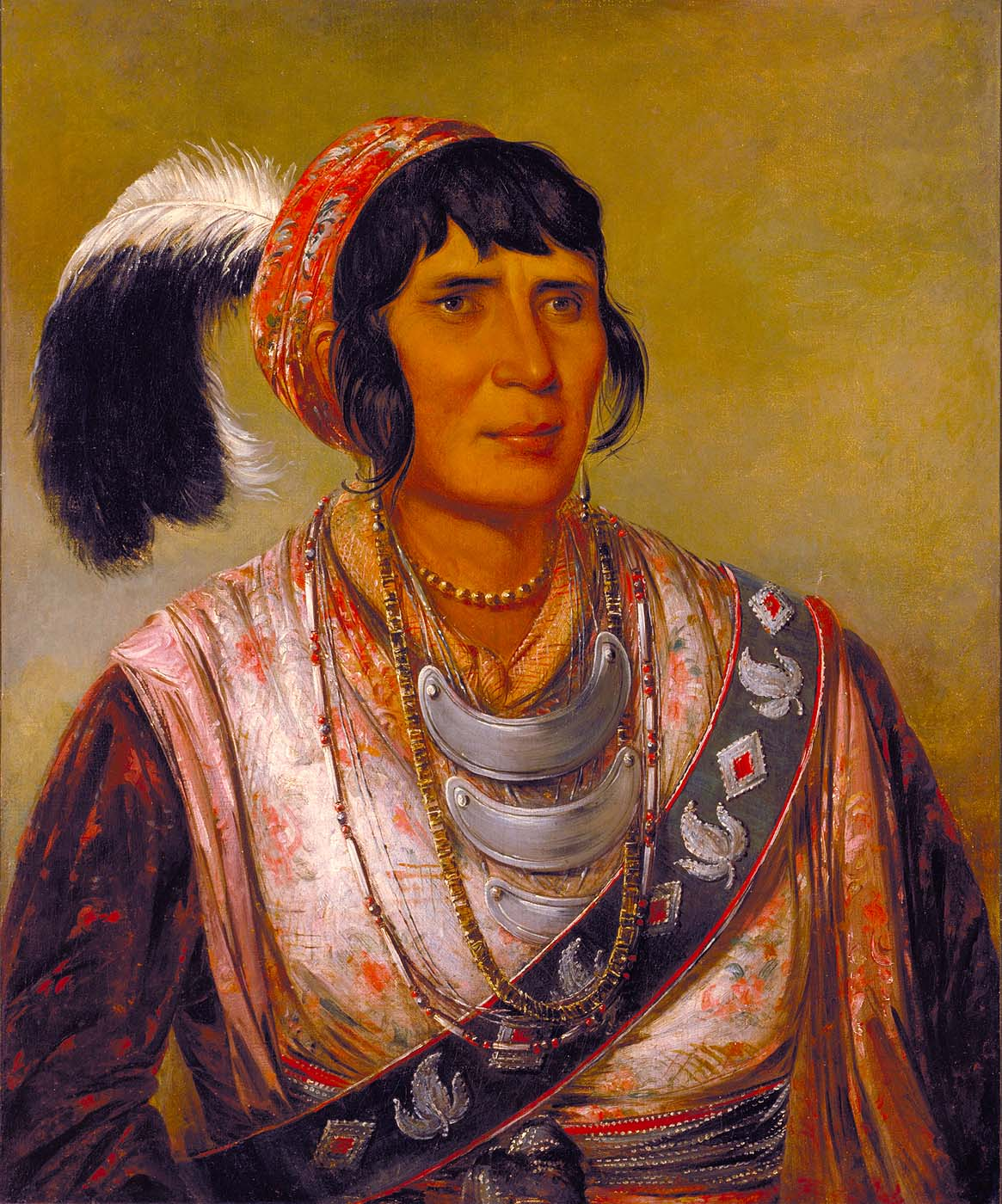
오세올라, 세미놀의 지도자

1834년 4월, 미국 상원은 마침내 《패인즈 랜딩 조약》을 비준했다. 조약에는 미시시피 강 서부로 이주하기 위해 3년의 유예 기간을 세미놀에게 주도록 되어 있었다. 연방 정부는 1832년부터 시작하여 3년간이라고 해석하여 세미놀이 1835년부터 이동할 것을 기대했다. 킹 요새는 1834년에 재개되었다. 세미놀의 새로운 협상대리인 윌리 톰슨이 1834년에 임명되었으며, 세미놀을 이주하도록 설득하는 임무를 맡았다. 1834년 10월, 그는 서부로의 이주에 대한 논의를 위해 킹 요새 추장을 소집했다. 세미놀은 자신들이 이주 의지가 전혀 없으며, 또한 페인즈 랜딩 조약에 구속되지도 않겠다고 톰슨에게 통보를 했다. 톰슨은 킹 요새와 브룩 요새의 강화를 요청하면서, “인디언이 연금을 받아 대량의 화약과 도화선을 구입했다”고 보고했다. 클린치 장군 또한 세미놀이 이주하지 않을 것이며, 그들을 강제로 이주시켜려면 더 많은 병력이 필요하다고 워싱턴에 경고했다. 1835년 3월, 톰슨은 앤드루 잭슨이 추장들에게 쓴 편지를 낭독해 주기 위해 추장을 소집했다. 이 편지에서 잭슨은 “이주를 거부한다면, 군대를 동원하여 강제로 이동시킬 것”이라고 밝혔다. 수장들은 30일간의 유예를 요청했다. 1개월 후, 세미놀 수장들은 톰슨에게 서부로 이주하지 않을 것임을 톰슨 알렸다. 톰슨과 수장들은 변론을 시작했고, 클린치 장군은 유혈을 막기 위해 개입해야 했다. 결국 8인의 수장은 서부로 이주한다는데 동의했지만, 연말까지 이동을 연기하도록 요구했고, 톰슨과 클린치는 동의를 했다.
아라추아 세미놀의 미카노피를 포함한 세미놀의 가장 중요한 다섯 부족의 수장은 이주에 동의하지 않았다. 톰슨은 보복 조치로 그 수장들이 그들의 직위에서 면직되었다고 선언했다. 세미놀과의 관계는 더욱 악화되었고, 톰슨은 세미놀에게 총기와 탄약의 판매를 금지시켰다. 백인들이 주시하고 있던 젊은 전사 오세올라는 금지령에 특히 분개했고, 그 조치가 세미놀을 노예와 동일 시 한 것이라고 느끼면서 다음과 같이 말했다.
| “ | 백인은 나를 검게 만들 수 없을 것이다. 나는 백인을 피로 붉게 물들일 것이며, 태양 아래 그들을 검게 태워 비를 내리고 ... 독수리는 백인의 고기를 먹고 살 것이다. | ” |
|   | — 오세올라 |   |

이런 상황에도 불구하고, 톰슨은 오세올라를 친구로 여기고 그에게 소총을 주었다. 이후 오세올라가 그 문제를 일으켰지만, 톰슨은 하룻밤만 그를 킹 요새에 감금했다. 다음날 석방을 보장받기 위해 오세올라는 페인즈 랜딩 조약을 받아들이고, 추종자들을 끌어들이는 데 동의했다.
상황은 계속 악화되었다. 1835년 6월 19일 잃어버린 가축을 찾고 있던 한 무리의 백인이 모닥불 주위에 앉아 요리를 하고 있던 인디언들을 발견했다. 그들의 주장으로는 인디언이 요리하고 있었던 것은 잃어버렸던 가축이었으며, 인디언들을 무장해제 시키고 채찍을 가했다. 그때 2명의 인디언이 도착하여 백인에게 발포를 했다. 힉코리 싱크로 알려진 이 충돌사건으로 3명의 백인이 부상을 입었고, 인디언 측도 1명이 죽고 1명이 부상을 당했다. 인디언 협상대리인이어던 톰슨에게 항의를 했지만, 납득할만한 반응을 얻지 못했으며, 세미놀들은 백인정착민들에 대한 적대적 대우를 불평해봐야 공정한 보상을 얻지 못할 것이라고 더욱 확신하게 되었다. 1835년 8월 힉코리 싱크에 대한 보복으로 예상되는 사건이 발생했다. 브룩 요새에서 킹 요새까지 편지를 배달하던 이등병 킨슬리 달튼이 세미놀에게 살해를 당했다.
11월, 전쟁을 원하지 않았던 찰리 에마슬라 수장은 그의 부족민들과 함께 서부로 이주할 것을 동의했고, 서부로 이주를 위해 브룩 요새로 가기 위해 가축들을 킹 요새에 팔았다. 몇 개월 전에 가축을 판매하는 세미놀 수장은 처형될 것이라고 모임에서 선언했던 다른 세미놀 부족들은 이러한 행동을 배신으로 여겼다. 오세올라는 마을로 돌아가던 중 찰리 에마슬라를 만나 그를 죽이고, 가축을 판 돈을 시체 위에 내동댕이쳤다.

## 제2차 세미놀 전쟁
세미놀이 이주 정책에 저항할 것이라는 우려가 현실화되자, 플로리다는 전쟁을 준비하기 시작했다. 세미놀이 농장과 민병대의 마차를 공격하자 주민들은 안전을 찾아 도피했다. 프랜시스 L. 데이드(Francis L. Dade) 소장 지휘 아래 2개 중대 총 108명이 킹 요새를 강화하기 위하여 브룩 요새에서 파견되었다. 1835년 12월 28일, 세미놀은 매복 공격하여 군인을 전멸시켰다. 2명의 병사만이 브룩 요새로 귀환했고, 그 중 한 명은 며칠 후 부상으로 사망했다. 이후 몇 달동안 클린치 장군, 게인즈, 윈필드 스콧과 주지사의 리처드 콜(Richard K. Call)은 많은 군대를 이끌고 세미놀을 추적했지만 소용이 없었다. 그동안 세미놀은 주 전체에 타격을 가했다. 외딴 농장과 거주지, 플랜테이션, 요새에 기습 공격을 감행했고, 플로리다만 등대를 불태웠다. 보급 문제와 여름에 자주 발병하는 질병으로 인해 일부의 군 요새는 포기를 해야 했다.

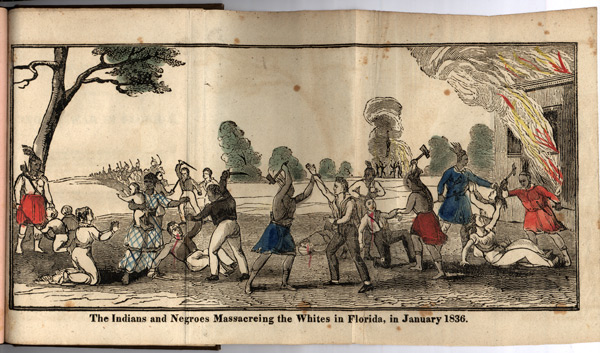
벌목, A true and authentic account of the Indian war in Florida... (1836)

1836년 말, 토마스 제섭 소장이 전쟁 지휘관으로 배속되었다. 제섭은 새로운 접근을 시도했다. 세미놀을 힘으로 제압하기 위해 큰 부대를 동원하는 판에 박은 듯한 전투 대신 그는 세미놀을 지치게 하는데 집중했다. 이것은 플로리다에 대규모 군대의 주둔을 필요로 했고, 제섭은 결국 9,000명이 넘는 군대를 지휘하게 되었다. 병력의 절반은 지원병과 민병대였다. 그것은 내륙 하천 및 개울을 수색하기 위해 해병대 여단, 해군, 해안경비대 인원도 포함되어 있었다.
1837년 1월, 전쟁에 변화가 있었다. 다양한 작전을 통해 많은 세미놀, 블랙 세미놀이 죽거나 잡혔다. 1월 말, 몇 명의 세미놀 추장이 제섭에게 사신을 보내 정전을 제의했다. 3월, 미카노피를 포함한 일부 추장에 합의로 항복 협정이 서명되었다. 세미놀이 서부로 이주할 때 동료와 그들의 흑인 노예, 재산을 가져갈 수 있도록 규정되었다. 5월 말까지, 미카노피를 비롯한 많은 추장이 항복했다. 그러나 2명의 중요한 지도자, 오세올라와 샘 존스는 항복을 거부하고 격렬하게 이주를 반대했다. 6월 2일, 그들 2명의 지도자는 약 200명의 추종자와 함께 방비가 느슨한 브룩 요새의 전쟁포로 수용소에 침입하여 항복한 700명의 세미놀 포로들을 탈출시켰다. 전쟁이 재개되었고, 제섭은 다시는 인디언의 말을 믿지 않았다. 제섭의 명령으로, 코아쿠체 (와일드), 오세올라 및 미카노피를 포함한 몇 명의 인디언 수장들이 휴전 회의에 출두했을 때 잡혔다. 코아쿠체와 존 호스를 포함한 많은 포로들이 세인트 오거스틴에 있는 마리온 요새에서 동료들의 도움으로 탈출을 했지만, 오세올라는 그들과 함께 도망가지 못했다. 그는 감방에서 말라리아로 추측되는 질병으로 사망했다.
제섭 장군은 반도를 아래로 급습하는 종대를 조직화하여, 세미놀을 남쪽으로 밀어냈다. 1837년 크리스마스에 재커리 테일러 대령의 800명의 종대는 오키초비 호수의 북쪽 기슭에서 약 400명의 세미놀 유목민 무리를 발견했다. 샘 존스, 앨리게이터, 그리고 최근에 도망온 코아쿠체가 이끄는 세미놀은 억새풀에 둘러싸인 요충지에 자리를 잡고 있었지만, 테일러 군이 접근하자 세미놀은 결국 요충지에서 쫓겨나 호수를 건너 달아났다. 그러나 테일러 군은 26명이 사망하고, 112명이 부상을 당했다. 반면 세미놀 피해자는 사망자 11명과 14명의 부상자가 있었다. 그럼에도 불구하고, 이 《오키초비 호수 전투》(Battle of Lake Okeechobee)는 테일러와 그의 군대가 대승을 거두었다.
1월 말, 제섭 장군의 군대는 오키초비 호수의 동쪽까지 세미놀 대부대를 추격했다. 세미놀은 당초 요충지에 진을 치고 있었지만, 포격으로 인해 넓은 개울 너머로 퇴각하고, 그곳에서 다른 포진을 짰다. 결국 세미놀은 퇴각했고, 록사해치 전투는 많은 사상자를 내고 끝났다. 1838년 2월, 세미놀 수장인 터스케기와 홀렉 하죠는 오키초비 호수 남쪽에 머물게 해준다면 정전을 받아들이겠다는 제안을 가지고 제섭 장군에게 접근했다. 제섭 장군은 그 제안을 지지했지만, 승인을 위해 연방 정부 문서를 써야했다. 세미놀 수장과 추종자들은 답변을 기다리는 동안, 군 근처에 진을 쳤다. 연방 육군 장관이 그 제안을 거절하자 제섭 장군은 주둔지에서 500명의 인디언을 붙잡아 그들을 서쪽으로 송환했다.
5월, 지휘의 완화를 요구했던 제섭 장군의 요청이 승인되었고, 재커리 테일러는 플로리다의 육군 사령관을 맡았다. 줄어든 플로리다의 병력과 함께 테일러는 북부 플로리다 전역에, 30km (20마일) 간격으로 많은 소규모 검문소를 만들어 북부 플로리다로 세미놀이 진입하지 못하도록 집중했다. 그 겨울은 매우 조용했다. 충돌과 분쟁이 계속되었지만, 중요한 작전은 없었다. 워싱턴과 미국 전역에서 전쟁 지원이 줄어들고 있었다. 많은 사람들이 세미놀이 플로리다에 있을 권리를 얻었다고 생각하기 시작했다. 전쟁은 끝나지 않았고, 막대한 비용이 소모되었다. 마틴 밴 뷰렌 대통령은 세미놀과 새로운 협상을 위해 육군 총사령관 알렉산더 매콤을 파견했다. 1839년 5월 19일, 매콤은 세미놀과 합의에 도달했다고 발표했다. 세미놀은 남부 플로리다에 보호구역을 마련해 주는 대가로 휴전을 하기로 합의했다.
1839년 여름이 지날 무렵 협정이 수용되고 있는 것처럼 보였다. 7월 23일 약 150명의 인디언이 윌리엄 하니 대령 휘하의 23명의 군인이 경계를 서고 있던 칼루사해치 강(Caloosahatchee River)의 교역소를 공격했다. 하니 대령을 포함한 몇 명의 병사가 강에 도달하여, 도주하는 배를 찾아낼 수 있지만 대부분의 병사는 교역장에서 여러 명의 민간인과 함께 죽었다. 많은 사람들이 이 공격을 차카이카가 이끄는 "스페인" 인디언의 소행이라고 주장했고, 어떤 이들은 실제로 매콤과 합의를 했던 미카즈키 갱을 이끄는 샘 존스를 의심했다. 샘 존스는 33일 후에, 이 공격의 책임자를 하니에게 인도할 것을 약속했다. 그 때가 오기 전에, 샘 존스의 주둔지를 방문한 두 명의 병사가 살해당했다.
새로운 전술을 시도하면서, 육군은 인디언을 집요하게 추적하였지만, 결과는 시원찮았다. 북부 플로리다에 있던 테일러의 방책과 정찰 체계는 세미놀을 움직이게 했지만, 그 지역에서 완전히 소탕할 수는 없었다.

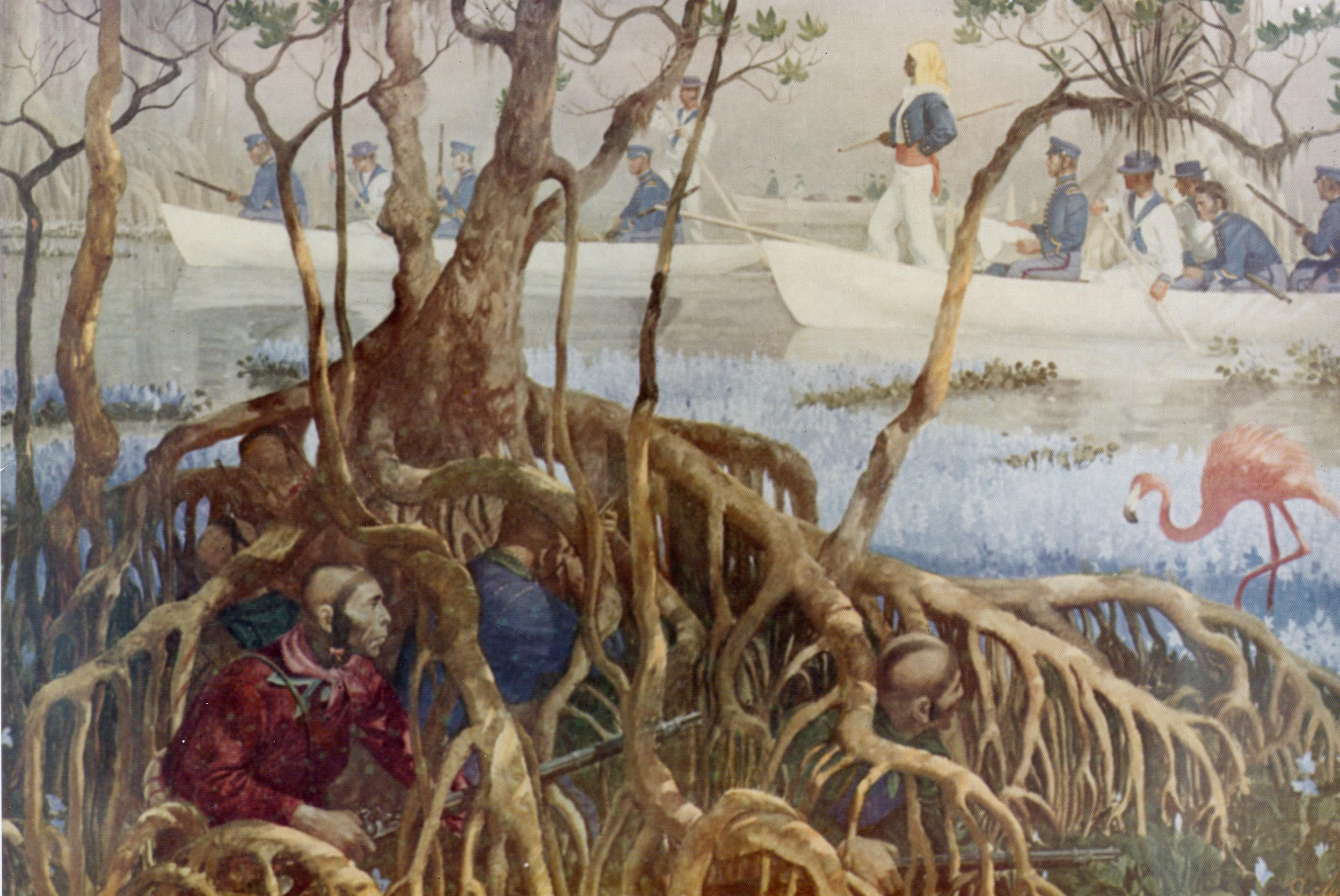
제2차 세미놀 전쟁 때 정찰을 하는 미해병대

1849년 5월 플로리다 전쟁에서 가장 오랫동안 전쟁을 수행한 재커리 테일러가 전근 요청을 승인받아 후임인 워커 키스 아미스테드(Walker Keith Armistead) 준장으로 교체되었다. 아미스테드 즉시 공세로 전환했고, 여름에 활발하게 작전을 수행했다. 군은 세미놀의 숨은 주둔지를 찾아, 초원을 불태우고, 말, 소, 돼지를 몰아냈다. 한 여름에 육군은 500 에이커의 세미놀 경작지를 파괴했다.
해군은 강이나 개울을 밀고 올라감으로써 에버글레이즈에서 활약했던 선원과 해병이 전쟁에서 큰 역할을 했다. 1839년 하반기에 해군 중위의 존 T. 맥래플린은 플로리다에서 운용할 수 있는 육해군 양군 합동 군사령관으로 임명받았다. 맥래플린은 플로리다 제도(Florida Keys) 북방에 있는 티 테이블 제도에 기지를 설립했다. 1840년 12월부터 1841년 1월 중순까지 이동하면서, 맥래플린의 군대는 통나무 배로 동쪽에서 서쪽까지 에버글레이즈를 교차 횡단하는 최초의 백인 집단이 되었다.

### 인디언 제도
인디언 제도는 플로리다 제도 북쪽의 작은 섬이다. 1840년에 새로 만들어질 데이드 카운티의 카운티 터였으며, 손상된 항구였다. 1840년 8월 7일 이른 아침, 많은 수의 "스페인" 인디언 무리가 인디언 제도에 잠입했다. 우연히 한 사람이 인디언을 알아보고, 경고를 했다. 섬에 살고 있던 약 50명 중 40명 도망칠 수 있었다. 사망자 중에는 멕시코 캄페체에 있는 미국 영사, 헨리 페린 박사가 포함되어 있었다. 페린은 의회가 그에게 준 93평방미터(36 평방마일)의 본토 땅이 안전해질 때까지 인디언 제도에 대기하고 있던 참이었다.
티 테이블 제도의 해군 기지에는 의사 한명과 환자, 그리고 환자들을 돌보는 해군사관학교 생도 다섯 명의 선원 밖에 배치되어 있지 않았다. 인디언들은 해안의 대포를 장전하여 선원들에게 포격을 퍼부었다. 대포의 반동으로 바지선은 손상되었고, 대포는 물속에 빠져 선원들은 후퇴를 할 수 밖에 없었다. 인디언들은 약탈을 한 뒤에 인디언 제도의 건물을 불태웠다. 1840년 12월, 90명의 군인을 인솔한 하니 대령은 에버글레이즈의 깊은 곳에서, 차카이카 야영지를 발견했다. 차카이카는 죽임을 당했고, 그 무리에 있던 부하들은 교수형에 처해졌다.

### 종전
아미스테드는 항복하는 추장에게 뇌물로 쓰기 위해 $55,000 달러를 가지고 있었다. 탤러해시 부족의 추장 에코 에마슬라는 항복했지만, 타이거 테일이 이끄는 대부분의 탤러해시 부족은 항복하지 않았다. 쿠사 투스테누기는 마침내 60명의 갱을 위해 $5,000 달러를 받아들였다. 규모가 더 작은 부족의 부족장들은 $200 달러를 받았고, 모든 전사가 $30 달러와 소총을 받았다. 1841년 봄, 아미스테드는 450명의 세미놀을 서부로 보냈다. 브룩 요새에 있던 다른 다른 236명은 송환을 기다리고 있었다. 아미스테드가 재직하는 동안 120명의 전사를 서쪽으로 보냈고, 플로리다에 남아 있던 세미놀 족 전사는 300명 미만이라고 추정했다.
1841년 5월, 아미스테드를 대신해 플로리다의 육군 지휘관이 윌리엄 젠킨스 워스 대령이 임명되었다. 연방의회에서도 이 전쟁은 인기가 없었기 때문에, 워스는 예산을 줄여야만 했다. 육군은 약 1,000명의 민병대를 해고했고, 소부대 사령관은 통합되었다. 여름에 워스는 "정찰과 파괴"라는 임무를 그의 병사들에게 명령했고, 그것은 사실상 플로리다 북부에 남아 있던 나머지 세미놀을 쫓아냈다.

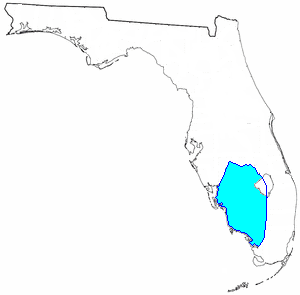
1842년 제2차 세미놀 전쟁의 말기에 플로리다 남서부에 비공식 인디언 보호구역

육군에 의한 지속적인 압력은 효과를 거두었다. 배고픔을 피해 항복하는 세미놀들도 나왔다. 나머지 사람들은 항복을 위해 협상하러 나왔을 때 잡혔는데, 그들 중에는 코아쿠체도 포함되어 있다. 많은 뇌물은 코아쿠체가 다른 이들을 항복하도록 협력하는데 큰 도움이 되었다.
1842년초 워스 대령이 남아 있는 세미놀은 평화롭게 그대로 두는 것이 좋겠다고 권한 후 그는 종전을 선언하기 위해 남아있는 세미놀을 플로리다 남서부 비공식 보호구역에 남겨도 좋다는 승인을 받았다. 그리고 1842년 8월 14일 마침내 종전 선언을 했다. 같은 달, 의회는 무력 점령 조례를 통과시켰다. 그 법안에는 토지를 개간하는 정착민에게 무상으로 땅을 주고, 그들이 인디언으로부터 자신을 방어할 준비를 하라는 내용이 담겨있었다. 1842년 말에는 플로리다 남서부의 보호구역에 거주하는 나머지 인디언을 모아 서쪽으로 보냈다. 1843년 4월경에 플로리다에서 군대는 1개 연대 수준으로 감소했다. 1843년 11월 경에 워스는 플로리다에 남아있는 유일한 인디언은 보호구역에서 생활하는 약 95명의 남성과 약 200명의 여성과 어린이이며, 그들은 더 이상 위협이 되지 않는다고 보고했다.

### 여파
제2차 세미놀 전쟁은 최대 4000만 달러가 소요된 것으로 알려져 있다. 4만명 이상의 정규군, 민병대, 그리고 지원병이 종군했다. 작전 중 300명 이상의 정규군 육군, 해군 및 해병대의 인원이 사망했고, 55명의 지원병도 함께 죽었다. 그리고 그 이상의 인원이 병이나 사고로 사망했다. 세미놀 전사자 수에 대한 기록은 존재하지 않는다. 많은 세미놀이 질병 또는 기아로 인해 플로리다에서 서부 인디언 보호구역에 가는 도중에, 또는 서부에 도착해서 죽었다. 정확한 수는 밝혀지지는 않았지만, 전쟁 중 상당수의 백인 민간인도 세미놀에게 살해를 당했다.

## 제2차 전쟁 후

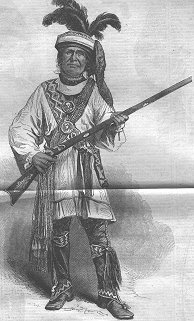
빌리 보우렉스, 1858

플로리다에 평화가 찾아왔다. 인디언은 대부분은 보호구역에 거주하고 있었다. 무단 입주자는 보호구역 근처로 옮겨 가고 있었으며, 1845년 제임스 K. 포크 대통령은 보호구역의 주위에 20마일(32km) 넓은 완충 지역을 설치하였다. 완충 지역 내에서 토지를 요구하는 허가는 받아들여지지 않았고, 연방 보안관은 요청을 받으면 완충지역에서 불법 입주자를 내쫓았다. 1845년 브룩 요새에서 상점을 운영하고 있던 토마스 P 케네디는 인디언을 위해 파인 섬(Pine Island)에 있는 그의 어장을 교역소로 바꾸었다. 그러나 교역소는 순탄하지 않았고, 인디언에게 위스키를 팔던 백인들이 케네디 상점에 가서 물건을 구매하면 잡혀서 서쪽으로 보내질 것이라고 말했기 때문이다.
플로리다 당국은 플로리다에서 모든 인디언들이 이주하라고 지속적으로 요구했다. 인디언들은 가능한 한 백인과 접촉을 제한하려고 했다. 1846년 존 T. 스프라그 대장이 플로리다의 인디언 문제 대리인으로 배치되었다. 수장들과 그가 만나는 때 그는 큰 문제를 안고 있었다. 휴전 중에서도 미국은 수장들을 사로잡았기 때문에, 인디언은 육군을 신뢰하지 않았다. 1847년, 그는 농장 습격 보고서를 조사하다가 모든 추장들을 겨우 만날 수 있었다. 그는 플로리다 인디언은 120명의 전사가 있다고 보고했다. 빌리 보우렉스 무리에 70명, 샘 존스 무리에 30명의 미카즈키 부족이, 칩코의 무리에 12명의 크리크족(마스코기어를 사용)이, 4명의 유치족 과 4명의 촉토족이 포함되어 있었다. 또한 그는 100명의 여성과 140명의 아이들이 있었다고 추정했다.

### 인디언 공격
파인 섬 교역소는 1848년에 전소되었고, 1849년에 토마스 케네디와 그의 새로운 파트너인 존 달링은 피스 강 지류인 현재 파인스 크릭에 교역소를 열 권리를 부여받았다. 이 때 한 무리 인디언들이 보호구역 밖에서 살고 있었다. "아웃사이더즈"라고 불리는 이 단체는 칩코의 휘하에 20명의 전사로 구성되어 있으며, 5명의 마스코기, 7명의 미카즈키, 6명의 세미놀, 1명의 크릭, 그리고 1명의 유치를 포함하고 있었다. 1849년 7월 12일, 이들 중 네명이 피어싱 요새 바로 북쪽의 인디언 강 에 있는 농장을 공격해 남자 한명을 살해하고, 여러 남녀에게 부상을 입혔다. 이 습격 소식이 들리자, 플로리다 동해안 인구의 대부분이 세인트 오거스틴으로 대피했다. 7월 17일, 인디언 강 농장을 공격했던 네 명의 "외부인"과 인디언 강에 없었던 다섯 번째 남자는 케네디와 달링 상점을 공격했다. 페인 대위를 포함하여 상점의 두 명의 노동자가 죽었고, 그들의 아이들을 숨겨주며 보호했던 다른 부부가 부상을 당했다.
미국 육군은 인디언에 대응할 준비가 되어 있지 않았다. 플로리다는 경미한 소수의 밖에 배치되어 있지 않았고, 백인 정착민을 보호하고 인디언을 잡을 수 있는 장소로 신속히 이동할 수단은 존재하지 않았다. 전쟁 관련 부서는 플로리다에서 새로운 증강을 시작했다. 사령관 데이비드 E. 트윅스 소장을 배치하고, 주정부는 정착촌을 경비하기 위해 2개의 기마 중대를 소집했다. 인디언을 서부로 이주시키기 위해 노력하고 있던 존 케이시 대위는 샬럿 항구에서 트윅스 사령관과 여러 인디언 지도자들과의 회의를 마련할 수 있게 되었다. 그 회의에서 빌리 보우렉스는 다른 지도자의 승인을 받아 30일 이내에 공격 책임이 있는 다섯 명의 남성을 육군에 인도할 것을 약속했다. 10월 18일, 보우렉스는 도망치려다 죽은 다른 이들과 함께, 세 명의 남성을 트윅스에 인도했다. 다섯 번째 남자는 사로잡혔지만, 탈주를 하게 된다.
보우렉스가 세 명의 살인자를 인도한 후 트윅스 사령관은 인디언들에게 플로리다에서 그들을 이주시키도록 명령을 받았다고 말했다. 정부는 강제 이주를 수행하기 위해 세가지 전략을 적용했다. 플로리다의 육군은 1,500명 증가했다. 인디언의 이주자에 제공되는 10만 달러의 뇌물이 할당되었다. 마지막으로, 세미놀 수장의 대표를 인디언 준주에서 플로리다로 데려와서 협상을 하도록 했다. 결국 미카즈키 부추장인 카픽투스체는 그의 부족들이 있는 서부로 가기로 동의를 했다. 1850년 2월, 74명의 인디언이 배를 타고 뉴올리언스로 향했다. 그들은 뇌물과 토지보상으로 총 $15,953 달러를 받았다. 그 후 관계를 악화시킨 두 건의 사건이 있었다. 카픽투스체와 그의 무리가 항복했을 때, 교역에 있었던 한 명의 마스코기과 미카즈키 부족민이 강제적으로 배에 태워져 뉴올리언즈로 추방되었다. 그러다 3월에 제7보병대의 기마 분견대가 보호구역에 들어갔다. 그 결과 다른 인디언들이 협상자와의 접촉을 거절했다. 4월에 트윅스는 인디언들에게 더 이상 서쪽으로 이주하도록 설득시킬 희망이 보이지 않는다고 워싱턴에 보고했다.
1850년 8월, 플로리다 중북부 농장에서 살고 있는 고아 소년이 인디언에게 살해를 당했다. 결국 이 사건에 대한 탄원서가 워싱턴에 올라가고, 육군 장관에게 인디언에 대한 책임을 묻게하거나 또는 대통령이 해방 부족을 응징해야 한다는 내용이었다. 케이시 대위는 보우렉스에게 4월 회담 약속을 잡을 수 있었다. 보우렉스는 사건의 범인을 인도하겠다고 약속했지만, 그들은 칩코 무리의 구성원으로 보우렉스가 어찌할 수 있는 권한은 가지고 있지 않았다. 칩코는 용의자인 세 명의 남성을 인도하기로 결정했고, 마이어스 요새에 있는 교역소에서 그들을 체포했다. 일단 구속된 세 명의 남성은 범인은 다른 사람이며, 칩코가 자신들을 좋아하지 않기 때문에 무고한 것이라고 결백을 호소했다. 케이시 대위는 그 말에 신빙성이 있다고 생각했다. 세 명의 용의자는 탬파의 감옥에서 탈출하려고 시도했지만, 잡혀서 감방에 사슬로 묶여 투옥된다. 이후 그들은 감방에서 목을 매달아 자살한 채로 발견되었다. 1명은 발견 시 아직 살아 있었지만, 다음날 숨을 거두었다. 이 사건은 사회의 주목을 받게 되었는데, 이 세 명의 남자를 사슬로 묶은 경감은 1849년 파인스 크릭 학살 사건 때, 케네디와 달링 상점에서 살해당한 남자의 장인의 형제라고 알려졌다.

### 추가 인디언 강제이주
1851년 루터 블레이크 장군이 인디언을 서부로 이주시키기 위해 내무부 장관으로 임명되었다. 그는 조지아에서 체로키를 이주시키는데 성공했고, 세미놀을 퇴거시킬 임무를 감당할 수 있을 것이고 여겨졌다. 그는 모든 성인 남성에게 $800를, 모든 여성과 어린이에 $450를 지불할 돈을 모금하고 있었다. 그는 통역사를 찾아 인디언 준주에 갔다가 1852년 3월 플로리다로 돌아왔다. 그는 인디언의 모든 지도자를 만나기 위하여 먼 곳까지 찾아갔으며, 7월 경에는 16명의 인디언을 서부로 보냈다. 빌리 보우렉스는 플로리다에 끈질기게 눌러 앉아 있었기 때문에, 보우렉스와 다른 몇 명의 수장을 워싱턴으로 데려갔다. 밀러드 필모어 대통령은 보우렉스에게 메달을 수여했고, 그와 다른 세 명의 수장들은 플로리다를 떠날 것을 약속하는 계약서에 서명을 하도록 설득했다. 수장들은 볼티모어, 필라델피아, 뉴욕 시티 등을 관광하게 되었다. 플로리다로 돌아가자 수장들은 그들이 워싱턴에서 체결했다 협정을 거부했다. 블레이크는 1853년에 해고되었고, 대신 케이시 대위가 인디언 강제 이주를 다시 담당하게 되었다.
1851년 1월, 플로리다 입법부는 플로리다 민병대 지휘관의 직위를 만들었고, 토마스 브라운 주지사는 벤자민 홉킨스를 그 자리에 임명했다. 다음 2년간 플로리다 민병대는 보호구역 경계 밖에 있던 인디언을 추적했다. 이 기간 민병대는 남성 1명, 몇 명의 여자와 140두의 돼지를 사로잡았다. 민병대에 잡혀있는 동안에, 1명의 늙은 인디언 여자가 나머지 가족들이 도망친 후 자살했다. 전체 작전에는 주정부의 $4만 달러 예산이 투입되었다.
일단의 조치를 취하라는 연방정부에 대한 플로리다 당국의 압력은 더욱 거세졌다. 케이시 대위는 서부로 이주시키기 위해 세미놀을 계속 설득시켰지만, 운이 좋지 못했다. 그는 또 빌리 보우렉스와 다른 사람들을 워싱턴에 다시 보냈지만, 수장은 이주를 거부했다. 1854년 8월, 제퍼슨 데이비스 육군 장관은 마지막 충돌로 유도하기 위해 세미놀을 강제로 이주시키려는 계획을 초기화 시켰다. 계획에는 인디언과 금수 조치, 플로리다 남부의 토지 조사와 판매, 그리고 새로운 이주민 보호를 위한 육군의 배치를 담고 있었다. 데이비스는 인디언이 떠나기에 동의하지 않는다면, 육군이 무력을 행사하겠다고 말했다.

## 제3차 세미놀 전쟁

### 육군 증병과 인디언 공격
1855년 후반 경, 플로리다반도에는 700명 이상의 육군 병력이 배치되어 있었다. 그 무렵, 세미놀은 점점 증가하는 압력을 느끼며, 기습으로 모여드는 병사들을 와해시키는 게릴라전과, 그들의 군수물자를 사보타지하는 작전이 결정되었다. 이 결정을 한 선동자는 샘 존스였으며, 칩코는 그것에 반대했다고 전해진다. 1855년 12월 7일 보호구역의 순찰대를 이끌고 있던 조지 하트서프 소위는 10명의 병사를 인솔하여 두 대의 마차를 타고 마이어즈 요새를 출발했다. 그들은 세미놀들을 볼 수 없었지만, 옥수수밭과 빌리 보우렉스 마을을 비롯한 세 개의 버려진 마을을 지나갔다. 12월 19일 저녁, 하트서프는 이튿날에 마이어스 요새 돌아가자고 병사에게 말했다. 다음날 아침 (1855년 12월 20일)에 군인들이 마차에 타고, 말에 안장을 올릴 때, 빌리 보우렉스가 이끄는 40명의 세미놀이 주둔지를 습격했다. 하트서프 소위를 비롯한 여러 명이 총에 맞았고, 그들은 겨우 몸을 숨길 수 있었다. 세미놀 패거리들은 4명의 병사를 죽이고, 머리가죽을 벗겼으며, 노새를 죽이고, 마차를 약탈하고 여러 마리 말을 훔쳐 달아났다. 7명의 병사 중 4명은 부상당한 채로 마이어즈 요새로 귀환했다.
이 공격 소식이 탬파에 알려지자 도시민들은 민병대장을 선출하여 중대를 조직했다. 새로 구성된 민병대는 피스 강 유역을 행진하면서 더 많은 병사를 모집했고, 강을 따라 여러 요새에 배치되었다. 제임스 브룸(James E. Broome) 지사는 가능한 한 많은 지원병 중대를 조직하기 시작했다. 주의 예산은 한정되어 있었기 때문에, 그는 지원병을 모집하려 했다. 제퍼슨 데이비스 육군 장관은 2개의 보병 중대를 받아들여, 약 260명의 병사에, 3개의 기마 중대를 구성했다. 브룸 지사는 주의 관리 하에 400명의 병력을 추가로 동원하였다. 모두 육군이 편성하여 주의 통제 하에 있는 주 방위군은 일부 무장이 되었고, 부분적으로 개인의 기부에 의한 보급이 이루어졌다. 블룸 주지사에 의해 제시 카터 장군이 주의 군대를 이끄는 "계급없는 특수 대리인"으로 임명되었다. 카터가 작물을 수확하는데 절반의 군대를 동원했기 때문에 순찰을 할 수 있는 병력은 200명밖에 없었다. 탬파의 한 신문은 기마 순찰대는 말을 타고 넓은 평야를 순찰하는 것을 좋아했다고 전한다. 그러나 그런 순찰로 인해 세미놀들은 순찰대의 접근을 쉽게 알아차렸다.
1856년 1월 6일, 마이애미 강의 남쪽에서 풀을 모으던 두 명의 병사들이 죽음을 당했다. 이 지역의 정착민들은 급히 댈라스 요새와 키 비스케인(Key Biscayne)으로 대피하였다. 오센 투스테누기가 이끄는 한 무리의 세미놀들이 디나우도 요새 밖에서 나무를 벌채하던 순찰대를 공격하여 여섯 명 중 다섯 명을 죽였다. 그 지역을 방어하기 위한 민병대를 배치했음에도 불구하고, 세미놀은 탬파베이의 남쪽 해안을 따라서 기습을 가했다. 그들은 지금의 사라소타에서 한 명의 병사를 죽이고, 집을 불태웠고, 1856년 3월 31일에는 지금의 브래든튼(Bradenton, Florida)에 있는 요셉 브레든 박사의 농장 주택인 "브레든 캐슬"을 공격하려고 했다. 그들에게 그 캐슬은 벅찼지만, 7명의 노예와 세 마리의 노새를 끌고갔다. 포로와 전리품으로 인해 그들은 빨리 이동할 수 없었다. 그들은 빅찰리 아포카 크리크에서 들러서 그곳에서 찾은 쇠고기를 구워 먹고 있다가, 추적해온 민병대가 따라잡혔다. 민병대는 두 명의 세미놀을 죽이고, 브레든 박사의 농장에서 끌고간 노예와 노새를 다시 회수했다. 사망한 세미놀의 머리가죽을 벗겨 하나는 탬파에 다른 하나는 마나티에 전시해 두었다.
4월동안 상비군과 민병대는 보호구역 곳곳을 순찰했지만, 세미놀과 접촉은 거의 없었다. 4월, 보우렉스 타운 근처에서 6시간에 걸친 전투가 발생하여 4명의 군인이 죽고, 3명이 부상당했다. 세미놀은 주의 곳곳에서 소규모의 습격을 계속했다. 1856년 5월 14일, 15명의 세미놀이 탬파의 북쪽 로버트 브래들리 대위의 농장에 있는 농가를 공격하여 어린 아이 두명을 살해했다. 제2차 세미놀 전쟁 때, 브래들리가 타이거 테일의 형제를 죽였기 때문에, 브레들리는 세미놀에게 보복의 대상이 된 것으로 보였다. 5월 17일, 세미놀은 플로리다 중부에서 군용 마차를 공격하여, 3명의 병사를 죽였다. 군대가 안전을 담보할 수 있을 때까지 탬파로 오가는 역마차 우편 서비스가 중단되었다.
1856년 6월 14일, 세미놀은 미드 요새에서 3km 떨어진 농장을 공격했다. 모든 가구가 집안으로 들어가 안전하게 피신했기 때문에, 그들은 세미놀을 만에 잡아둘 수 있었다. 미드 요새에서 총성이 들리자, 7명의 기마 민병대가 응사를 했다. 3명의 민병대가 죽고 다른 2명은 부상을 당했다. 많은 민병대들이 세미놀들을 추적했지만, 갑자기 비가 내려 화약이 젖었기 때문에 후퇴를 할 수 밖에 없었다. 6월 16일 프레이저 요새에 있는 20명의 민병대가 피스 강을 따라 한 무리의 세미놀을 불시에 기습하여 몇 명의 세미놀들을 사살했다. 일방적인 습격임에도 불구하고, 민병대는 2명의 사망자와 3명의 부상자를 낸 후 철수했다. 그들은 20명 이상의 세미놀을 죽였다고 주장했으나, 인디언은 4명의 사망자와 2명의 부상자만을 인정했다. 그러나 사망자 중에는 오센 투스테누기가 있었고, 그는 정착촌에 대한 공격을 활발하게 이끈 유일한 추장이었던 것으로 보고되었다.
플로리다의 시민은 민병대에 환멸을 느끼게 되었다. 민병대가 하루 또는 이틀간 순찰을 하는 체 했지만, 실제로는 자신의 농장에 일하러 집으로 갔고, 태만, 음주 및 절도에 대한 불만이 누적되었다. 관리는 필요한 문서를 마지못해 제출한다는 보고를 받았다. 가장 중요한 점은 민병대가 정착민에 대한 공격을 예방하지 못했다는 것이었다.

### 새로운 전략
1856년 9월, 윌리엄 S. 하니 준장이 연방군의 지휘관으로 플로리다에 돌아왔다. 그는 제2차 세미놀 전쟁에서 교훈을 기억하고 있었기 때문에, 플로리다 전체에 거려 일렬로 요새 체계를 갖추고, 순찰은 세미놀 영토 깊숙이 이뤄졌다. 그는 세미놀을 빅 싸이프레스 스웜프와 에버글레이즈로 몰아넣을 계획을 세웠는데, 우기에는 그곳에 살 수 없다고 믿었기 때문이다. 그들은 농작물을 재배할 수 있는 마른 땅을 찾아 인디언들이 홍수진 곳을 피해 갈 때 그들을 잡을 수 있을 것이라고 예상했다. 하니 계획 중 일부는 습지에서 홍수진 섬과 마른 섬 간의 이동을 위해 배를 사용하는 것이었다. 그는 먼저 세미놀과 협상을 시도를 했지만, 그들과 접촉할 수 없었다. 1857년 1월 초순, 하니는 인디언을 적극적으로 추적하라고 군에 명령했다. 그러나 하니 계획은 캔자스 주에서 일어난 유혈 사태를 지원하기 위해 자신과 제5보병 부대가 캔자스로 이동했기 때문에 성과를 제대로 보지 못했다.
가스타우스 루미스 대령은 플로리다에서 하니 장군의 후임 사령관이 되었지만, 제5보병대가 철수하고, 제4포병대와 10개의 중대만을 남았다. (제4포병대는 이후 4개의 중대로 줄어들었다.) 루미스는 보트 중대에 지원병을 편성하고, 특히 빅 사이프레스 스웜프와 에버글레이즈에서 사용하기 위해 건조한 금속제 "앨리게이터 보트"를 이 중대에 지급했다. 이 보트는 길이 9m로 최대 16명의 병력을 습지로 실어나르는 것이 가능했다. 이 보트 중대는 주로 여성과 아이들과 같은 많은 인디언을 사로잡을 수 있었다. 상비군은 제대로 운영되지 못했다. 애버너 더블데이 대위를 포함한 일부 장교들은 세미놀이 육군 정찰을 쉽게 피한다는 것을 관측했다. 더블데이는 입대한 사병의 대부분이 숲 정찰에 대해 무지하다는 사실의 결과라고 생각했다.
1857년, 플로리다 민병대 10개 중대가 연방군에 편입되어, 9월까지 총 800명의 병력이 되었다. 11월, 이 부대는 빌리 보우렉스 무리에 있던 18명의 여성과 아이들을 사로잡았다. 또한 부대는 여러 마을과 경작지를 발견하여 파괴했다. 1858년 설날에 빅 싸이프레스 스웜프로 이동하여, 그곳에 발견한 마을과 경작지를 파괴했다. 인디언 준주에서 온 다른 대표단이 1월 플로리다에 도착하여 보우렉스에게 연락을 시도했다. 그 동안 군대는 철수했다. 전년에 결국 세미놀들은 인디언 준주에서 크리크 족과 별도의 자신만의 보호구역을 받을 수 있었다. 각 전사에게 $500를 지급하고(추장은 그 이상), 여자들에게는 $100 현금 지급을 약속했다. 3월 15일, 보우렉스과 아신워의 무리는 제안을 받아들여 서부로 가기로 동의했다. 5월 4일 총 163명의 세미놀(이전에 잡힌 포로들을 포함하여)은 배를 타고 뉴올리언스로 보내졌다. 1858년 5월 8일, 루미스 대령은 종전을 선언했다.

## 여파
샘 존스 무리는 플로리다 남동부 마이애미와 로더데일 요새가 있는 내륙에 생존해 있었다. 육군과 민병대 그곳을 발견하지 못했지만, 칩코 무리는 오키초비 호수 북쪽에 살고 있었다. 가족 단위로 남쪽 플로리다 소택지 건너편에 흩어져 살고 있었다. 전쟁이 공식적으로 끝났고 남아있는 세미놀이 조용한 상태였기 때문에, 민병대는 집으로 돌아가 정규군 부대로 재편성되었다. 세미놀 전쟁 때 건설된 요새를 모두 폐기되었고, 쓸모 있는 물자들은 정착민들에 의해 손상되었다. 1862년, 주 정부는 전쟁에서 세미놀들을 중립 유지시키려고 애쓴 샘 존스를 접촉하여 원조를 약속했다. 주 정부의 약속을 지켜지지 않았지만, 세미놀은 다른 전쟁을 벌일 관심이 없었다. 1868년 주 하원에 1석, 상원 1석을 세미놀에게 플로리다 헌법을 개정했다. 그러나 세미놀은 그 직위를 채우지 않았으며, 1885년 남부의 민주당이 집권을 한 이후 의회에서 이 부분이 삭제되었다.

## 같이 보기
- 눈물의 길
- 민족 청소
- 집단학살
- 플로리다의 역사
- 인디언 이주
- 인디언 이주법

## 참고 문헌
- Belko, William S. ed. America's Hundred Years' War: U.S. Expansion to the Gulf Coast and the Fate of the Seminole, 1763-1858 (University Press of Florida; 2011) 279 pages; studies of strategy, operations, and tactics in the Second Seminole War (1835-42)
- Buker, George E. 1975. Swamp Sailors: Riverine Warfare in the Everglades 1835-1842. Gainesville, Florida: The University Presses of Florida.
- Collier, Ellen C. 1993. Instances of Use of United States Forces Abroad, 1798 - 1993. at Naval Historical Center 보관됨 2010-09-10 - 웨이백 머신 - URL retrieved October 22, 2006.
- Covington, James W. 1993. The Seminoles of Florida. Gainesville, Florida: University Press of Florida. ISBN 0-8130-1196-5.
- Florida Board of State Institutions. 1903. Soldiers of Florida in the Seminole Indian, Civil and Spanish-American wars. October 22, 2006.
- Higgs, Robert. 2005. “Not Merely Perfidious but Ungrateful”: The U.S. Takeover of West Florida. at The Independent Institute 보관됨 2016-05-23 - 웨이백 머신 - URL retrieved October 22, 2006.
- Hitchcock, Ethan Allen. (1930) Edited by Grant Foreman. A Traveler in Indian Territory: The Journal of Ethan Allen Hitchcock, Late Major-General in the United States Army. Cedar Rapids, Iowa: Torch.
- Kimball, Chris. 2003. The Withlacoochee. - Archived URL retrieved May 9, 2008.
- Knetsch, Joe. 2003. Florida's Seminole Wars: 1817-1858. Charleston, South Carolina: Arcadia Publishing. ISBN 0-7385-2424-7.
- Lacey, Michael O., Maj. 2002. "Military Commissions: A Historical Survey". The Army Lawyer, March, 2002. Department of the Army Pam. 27-50-350. P. 42. at The Judge Advocate General's Corps, U.S. Army - URL retrieved May 9, 2008.
- Mahon, John K. 1967. History of the Second Seminole War. Gainesville, Florida: University of Florida Press.
- Milanich, Jerald T. 1995. Florida Indians and the Invasion from Europe. Gainesville, Florida: The University Press of Florida. ISBN 0-8130-1360-7.
- Missall, John and Mary Lou Missall. 2004. The Seminole Wars: America's Longest Indian Conflict. University Press of Florida. ISBN 0-8130-2715-2.
- Office of the Chief of Military History, United States Army. 2001. Chapter 7: The Thirty Years' Peace 보관됨 2016-01-15 - 웨이백 머신. American Military History 보관됨 2020-01-20 - 웨이백 머신. P. 153. URL retrieved October 22, 2006.
- Officers of 1-5 FA. 1999. 1st Battalion, 5th Field Artillery Unit History. P. 17. at  - URL retrieved October 22, 2006.
- Tebeau, Charlton W. 1971. A history of Florida, Coral Gables, Fla., University of Miami Press. ISBN 0-87024-149-4.
- U.S. Army National Infantry Museum. Indian wars. at U.S. Army Infantry Home Page - URL retrieved October 22, 2006.
- Viele, John. 1996. The Florida Keys:A History of the Pioneers. Sarasota, Florida: Pineapple Press, Inc. ISBN 1-56164-101-4.
- Vocelle, James T. 1914. History of Camden County Georgia.Camden Printing Company
- Vone Research, Inc. The Seminole War Period. Coastal History. - URL retrieved October 22, 2006.
- Weisman, Brent Richards. 1999. Unconquered People. Gainesville, Florida: University Press of Florida. ISBN 0-8130-1662-2.
- "American Military Strategy In The Second Seminole War", by Major John C. White, Jr. "The greatest lesson of the Second Seminole War shows how a government can lose public support for a war that has simply lasted for too long. As the Army became more deeply involved in the conflict, as the government sent more troops into the theater, and as the public saw more money appropriated for the war, people began to lose their interest. Jesup’s capture of Osceola, and the treachery he used to get him, turned public sentiment against the Army. The use of blood hounds only created more hostility in the halls of Congress. It did not matter to the American people that some of Jesup’s deceptive practices helped him achieve success militarily. The public viewed his actions so negatively that he had undermined the political goals of the government."
- Letter Concerning the Outbreak of Hostilities in the Third Seminole War, 1856, from the State Library and Archives of Florida.
- "Tour of the Florida Territory during the Seminole (Florida) Wars, 1792-1859" by Chris Kimball "The Florida war consisted in the killing of Indians, because they refused to leave their native home—to hunt them amid the forests and swamps, from which they frequently issued to attack the intruders. To go or not to go, that was the question. Many a brave man lost his life and now sleeps beneath the sod of Florida. And yet neither these nor the heroes who exposed themselves there to so many dangers and suffer[ings, could acquire any military glory in such a war. (From "The Army and Navy of America," by Jacob K. Neff, Philadelphia, J.H. Pearsol and Co., 1845.)"
- US History.com - Third Seminole War
- Tampa Bay History Center - Seminole Wars